# Pampanga
|  | Per a altres significats, vegeu «Pampanga (desambiguació)». |

Ubicació de Pampanga en l'illa de Luzon

Pampanga és una província de l'arxipèlag filipí, part central de l'illa de Luzon. Limita al nord amb les províncies de Tarlac i Nueva Ecija, a l'est amb la de Bulacan, al sud, amb la badia de Manila i la península de Bataan i a l'oest amb la província de Zambales.

## Municipis
La seva capital és San Fernando, a 79 km de Manila. La província consta dels municipis d'Angeles, Apalit, Arayat, Bacolor, Mabalacat, Macabebe, Magalán, Masantol, Méjico, Minoclín, Porac, San Fernando, San Luis, San Simón, Santa Ana, Santa Rita, Sexmoán.

## Orografia

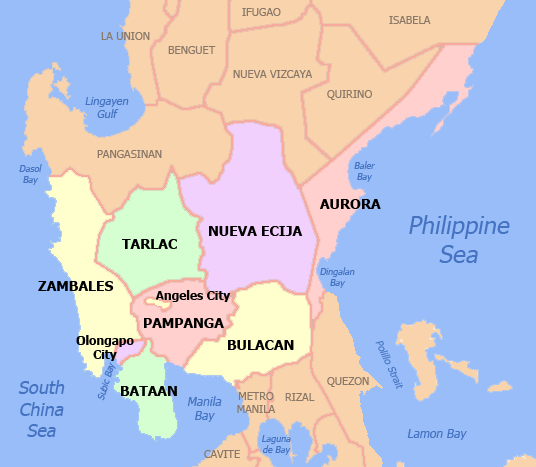
Mapa de Luzon Central

El territori de la província és muntanyós en la seva part occidental, en els confins de Zambales, on, a més de la serralada que forma el límit entre ambdues, s'aixeca la de Mabanga a l'est de Porac, amb la muntanya Pinatubo (1.781 m) i el Negrón (1.590 m). Un altre grup de muntanyes es troba a l'est de Magalán, prop de la província de Tarlac i entre aquestes es troba el mont Arayat, de 1.024 m d'altura. La part central de la província és plana, i quasi tota l'oriental està ocupada per extensos pantans anomenats en el país Pinag de Candaba. L'extrem sud està format pel delta del Rio Grande de la Pampanga, que allà forma multitud de canals. Totes les aigües de la província corresponen a la conca d'aquest riu.

## Agricultura
Els principals productes agrícoles són: arròs, canya de sucre i blat; els seus boscos produeixen fusta per a la construcció i d'altres que s'aprofiten per a combustible, i la indústria havia estat la fabricació de barrets de palma (corypha-umbramlifera) i producció de nipa per als sostres. La temperatura de la província és tropical en els terrenys baixos i intermedis per la part que confronta amb Zambales i Bataán. La ramaderia és la indústria més decaiguda de la província, i no per manca de terreny, sinó per l'escassa bondat de les pastures. La pesca és abundant a la costa, si bé aquest gremi en la província no assoleix la importància d'altres.

## Comunicacions
Les comunicacions de la província són força bones i totes les seves poblacions estan unides per carreteres veïnals. Travessa la província de sud-oest a nord-oest un ferrocarril, procedent de Manila, que arriba pel nord, fins a la província de la Unión i, a més, la línia anterior resta creuada per dues de secundàries, que van, una des d'Arayat a Floridablanca, passant pel costat de San Fernando, i l'altra més curta que l'anterior, que uneix Magalán amb l'antic campament de Stotsenburg. Les dues principals carreteres que recorren el país segueixen aproximadament la línia del ferrocarril més important i la del primer dels secundaris. La província té el port marítim a Guagua, al qual gaudeix d'una certa importància.

## Història

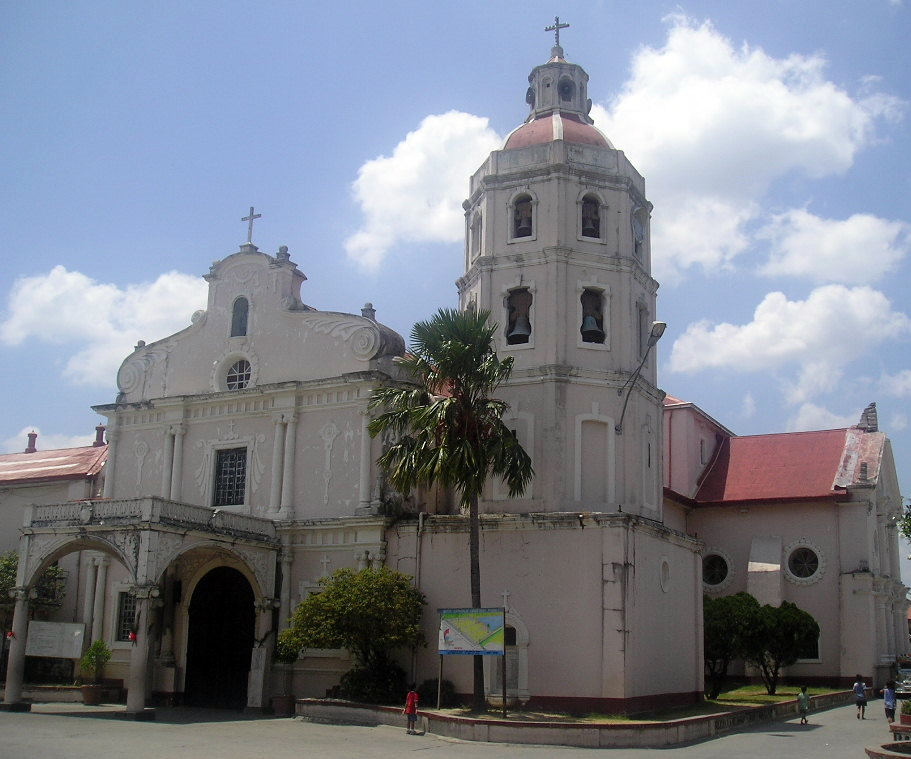
Catedral de la vila de Betis

Des del principi de la conquesta de les Filipines pels espanyols, Pampanga es distingeix de les altres pel seu caràcter especial. Poc temps després d'haver caigut Manila en poder de Legazpi, els indis de Mancabebe, en aquesta província, aliats amb els d'Haganay en la de Balacán, arribaren a Tondo per obligar el rei Lacandola que es rebel·lés. Ensems contestaren a una ambaixada de Legazpi en què els oferia la seva amistat, amb una declaració de guerra.
Legazpi envià en contra d'aquests el seu lloctinent de camp, Martín de Goiti, amb 80 espanyols, els quals derrotaren els pampangueños en la barra de Bangcusay i, avançant-se per territori pampangueño, s'apoderaren de diverses poblacions i ranxeres, però no pogueren sotmetre la població que més tard rebé el nom de Betis, ni la de Luybao, per la qual cosa i en vista de la proximitat de les estacions de les pluges, es retiraren. Passada aquesta estació, Goiti tornà a Pampanga, i en pocs dies aconseguí la reducció de tota la província (1752), l'evangelització restà en mans dels agustins, que en un principi només designà dos religiosos, però més endavant augmentant el seu nombre, fins a convertir a quasi tots els indis de la província.
La raça que predominava en la província era dels pampangueños, però també vivien a la província alguns individus negres, restes de la primitiva raça filipina, als quals els pampangueños els donaven el nom de balugas. Els pampangueños, igual com els tagals, vivien en els marges dels rius i es regien per un govern de caràcter absolutament patriarcal. La manca d'unitat que aquest sistema dolia, comportava lluites contínues, que disminuïen la població, i paraven el progrés.